# أوكي للصناعات الإلكترونية
شركة أوكي المحدودة للصناعات الكهربائية (باليابانية: 冲 电 気 工业 株式会社 أوكي دينكي كوجيو كابوشيكي جايشا) (رقمها في بورصة طوكيو: 6703)، ويشار إليها عادة باسم أوكي، أوكي الكهربائية، أو مجموعة أوكي، وهي شركة يابانية تقوم بتصنيع وبيع نظم المعلومات والاتصال عن بعد وطابعات الحاسب الآلي. مقرها الرئيسي في طوكيو، اليابان، أوكي تعمل في أكثر من 120 بلداً حول العالم.
أول شركة تصنع جهاز هاتف في اليابان عام ,1881 ولا زالة متخصصة في أجهزة الاتصالات، بالإضافة إلى تقنية المعلومات والميكاترونيات مثل آلة الصراف آلي، والطابعات.
تركز مجموعة بيانات أوكي ، التي تسوق منتجاتها تحت العلامة التجارية أوكي ، على إنشاء منتجات وتطبيقات وخدمات اتصالات مطبوعة احترافية. توفر مجموعة بيانات أوكي مجموعة واسعة من الأجهزة ، من الطابعات والفاكسات والمنتجات متعددة الوظائف إلى تطبيقات الأعمال والخدمات الاستشارية.
تقوم شركة أوكي بيانات americas أيضًا بتسويق سلسلة أوكي proColor ، وهي عبارة عن خط من طابعات الإنتاج الرقمية المصممة خصيصًا لسوق فنون الجرافيك والإنتاج في أمريكا الشمالية لتقديم حلول طباعة للتطبيقات ذات الألوان الحرجة.

## تاريخ الشركة

### التأسيس
أسس الشركة اوكى كيباتارو (1848–1906) مهندس كان يعمل سابقًا في مصنع كوبوشو (وزارة الصناعة). في عام 1877 ، بعد عام واحد فقط من اختراع جراهام بيل ، كان كوبوشو قد بدأ جهدًا لصنع مستقبلات هاتفية عن طريق الهندسة العكسية وكان أوكي في الفريق الذي ابتكر النموذج الأولي الأول. في يناير 1881 ، مقتنعًا بأن الأمة على وشك الدخول في عصر الاتصالات ، أسس اوكى كيباتارو Meikōsha ، والتي تم تغيير اسمها فيما بعد إلى أوكي. صنعت الشركة أول هاتف في اليابان في عام 1881 ، بعد خمس سنوات فقط من اختراع بيل للهاتف ، وقدمت سلكًا مطليًا بالورنيش حائزًا على جائزة فضية في معرض الاختراعات الدولي لعام 1885 في لندن.

### السنوات الأولى
ساهمت أوكي بشكل كبير في انتشار الهواتف في اليابان في إطار خطط التوسع الهاتفي في البلاد. لم تركز الشركة على الهواتف فحسب ، بل رأت الحاجة إلى التبادلات التلقائية حيث أصبحت الهواتف أكثر شيوعًا. تم انتخاب أسانو سويشيرو من أسانو زايباتسو رئيسًا في عام 1912.

### قبل الحروب وبعدها

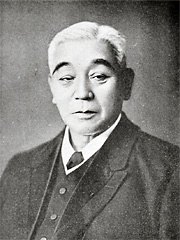
اسانو سويشيرو

خلال الحرب العالمية الأولى ، جلب الطلب في زمن الحرب أرباحًا كبيرة لشركة أوكي مع زيادة الطلب على خدمة الهاتف. ظهر طلب قوي على PBXs (تبادل الفروع الخاصة) وفي ذلك الوقت ، قامت أوكي بتثبيت أكبر نظام PBX في اليابان. بالإضافة إلى الأعمال التجارية من اليابان ، نمت الأعمال التجارية الخارجية أيضًا ، حيث وفرت طابعات من نوع السكك الحديدية ، وهواتف محمولة وأسلاك كهربائية خارج اليابان. منذ حوالي عام 1920 ، حققت أوكي تطورات ملحوظة في تطويرها التقني للوحة مفاتيح البطارية المشتركة. تم تعيين نجل o (أسانو تايجيرو) من اسانو زايباتسو رئيسًا في عام 1931.
في أواخر الثلاثينيات من القرن الماضي ، تم استخدام مصانع أوكي لتلبية الطلب العسكري على السلع التي لها تأثير كبير على أعمال أوكي . بناءً على هذا الطلب ، قامت أوكي ببناء مصانع إنتاج جديدة وزيادة رأس مالها وزيادة عدد الشركات التابعة لها.
على الرغم من أن أوكي زادت من طاقتها الإنتاجية بعد الحرب لاستعادة الهواتف والمبادلات التي تضررت أثناء الحرب ، فقد واجهت أوكي صعوبات كبيرة أثناء تحركها نحو إعادة بناء نفسها. في الأول من تشرين الثاني (نوفمبر) 1949 ، تم تأسيس شركة أوكي . (المعروفة حاليًا باسم أوكي ) لتحل محل شركة أوكي المحدودة السابقة ، وبعد ذلك بعامين في نوفمبر 1951 ، تم إدراج أسهم OKI في بورصة طوكيو. وفي هذا الوقت أيضًا ، بدأت أوكي في إنتاج كميات كبيرة من "هاتف نوع 4" ، والذي كان يُطلق عليه "رمز إعادة بناء اليابان بعد الحرب. كانت أوكي أيضًا على دراية بتعلم تقنيات اتصالات جديدة ، وفي عام 1956 ، كانت أول إنتاج أنظمة تبديل العارضة من نوع-100 إريكسون خط للاستخدام التجاري.

## وصلات خارجية
- موقع الشركة الرئيسية على الشبكة العنكبوتية